# 道の駅白尾ふれあいパーク
道の駅白尾ふれあいパーク（みちのえき しらおふれあいパーク）は、岐阜県郡上市白鳥町恩地にある岐阜県道82号白鳥明宝線の道の駅である。

## 施設
1999年度（平成11年度）に地域活性化施設（青空市場）として開業したのを、2006年（平成18年）に道の駅として登録した。
- 駐車場
  - 普通車：46台[3]
  - 大型車：5台[3]
  - 身障者用：2台[3]
- トイレ（いずれも24時間利用可能）
  - 男性：大 2器、小 3器
  - 女性：4器
  - 身障者用：1器
- 物産販売所（8:30 - 17:30、11月から3月は営業時間が異なる）[3]
- 喫茶チェリー（喫茶店、7:30 - 16:00）[3]

## 休館日
- 毎週火曜日（祝日の場合は翌日）[3]
- 年末年始[3]

## アクセス
- 岐阜県道82号白鳥明宝線 - 登録路線

自動車
- E41 東海北陸自動車道 白鳥ICより約5分。

## 周辺
- 貴船の森公園
- 美人の湯 しろとり
- しらおスキー場